# 颱風海貝思 (2007年)
颱風海貝思 （菲律賓大氣地理天文部門：Lando，國際編號：0724，聯合颱風警報中心：23W）是2007年太平洋颱風季的一個熱帶氣旋。
「海貝思」是菲律賓於世界氣象組織颱風委員會為西太平洋熱帶氣旋提供的名字（不同於菲律賓氣象單位自行命名），其意為「快捷」。

## 路徑
11月18日，一個熱帶低氣壓於菲律賓南部形成，初時向西移動，翌日登陸菲律賓萊特島南部。11月20日，該熱帶低壓增強為熱帶風暴，並被命名為海貝思，它在當晚迅速增強為強烈熱帶風暴，進入南海。11月23日午夜海貝思增強為颱風，並達到顛峰，中心風力每小時130公里。
當晚，海貝思受東面的颱風米娜影響而開始減弱及在南海中部徘徊，翌日清晨減弱為強烈熱帶風暴轉向東移動，再度趨近菲律賓。11月25日，海貝思進一步減弱為一個熱帶風暴，11月27日於菲律賓民都洛島登陸。翌日早上減弱為熱帶低氣壓，當日下午進一步減弱為低壓區。

## 影響

### 菲律賓
海貝思吹襲菲律賓時，造成10人喪生，由於海貝思兩度吹襲菲律賓時強度都較弱，損害較少，但受颱風米娜影響，造成大規模損害。

### 南沙群島海域
颱風海貝思在南海中部徘徊時，中國、菲律賓、越南的300多名漁民被困中國南沙海域，當中一艘菲律賓漁船在南海沉沒，有25名船員失蹤。
2007年11月22日凌晨4時，當時強度為強烈熱帶風暴的海貝思襲擊美濟礁，礁內養殖試驗漁排上的7名漁工和瓊澤漁820船上5名漁民落海。黃東東、林紹明和林聖平等3名緊抱飄浮物、堅持七天的漁工被外國貨船救起；王國雄、王高明、邱小亮、桂良明、王國永、黃永進、陳金龍、陳明發、林韶劇等9人失蹤遇難。在美濟礁的第一次生產性漁業養殖全軍覆沒。2009年5月30日「中國南沙美濟礁養殖遇難者紀念碑」在美濟礁上建成。

## 外部連結
- （英文）https://web.archive.org/web/20090826230250/http://metocph.nmci.navy.mil/jtwc.php 聯合颱風警報中心首頁
- （日語）http://www.jma.go.jp/jma/index.html （页面存档备份，存于） 日本氣象廳首頁
- （繁體中文）http://www.cwb.gov.tw （页面存档备份，存于） 中央氣象局首頁
- （英文）http://www.pagasa.dost.gov.ph/ （页面存档备份，存于） 菲律賓大氣地球物理和天文管理局首頁